# 463-я эскадрилья лёгкой боевой авиации
463-я эскадрилья лёгкой боевой авиации (сербохорв. 463. eskadrila lake borbene avijacije / 463. ескадрила лаке борбене авијације) — авиационная эскадрилья военно-воздушных сил и войск ПВО СФРЮ, образованная в апреле 1961 года в Титограде. Была в составе 105-го учебного авиационного полка.

## История
Эскадрилья основана в апреле 1961 года как часть 105-го учебного авиационного полка. В том же году перебазировалась на аэродром Земуник города Задар. Была оснащена учебными самолётами UTVA Аеро 3 и Соко 522. После поступления на вооружение нового учебного самолёта СОКО Г-2 Галеб, заменившего два прежних, в 1966 году эскадрилья была расформирована вместе с 464-й и 465-й эскадрильями. На их основе были созданы 249-я и 251-я истребительно-бомбардировочные учебные эскадрильи в составе 105-го учебного (истребительно-бомбардировочного) авиационного полка.

## Авиабазы
- Титоград (1961)
- Земуник (1961–1966)

## Самолёты
- UTVA Аеро 3[англ.] (1961–1965)
- Соко 522 (1961–1966)